# Цари Мидии
На этой странице содержатся основные сведения о царях древней Мидии, правивших в период от конца 670-х годов до н. э. до 550 до н. э., а также их упоминания в античных источниках (включая недостоверные).

## Наиболее принятые датировки
Наиболее обоснованы следующие даты правления царей (см. подробнее ниже):
| Номер | Имя                                                    | Годы правления                        |
| 1     | Дейок (Дайукку)                                        | ок. 670 г. до н. э. — 647 г. до н. э. |
| 2     | Фравартиш (Фраорт)                                     | 647 г. до н. э. — 625 г. до н. э.     |
| 3     | Увахшатра (Киаксар) или киммерийский царь Сандакшатра. | 625 г. до н. э. — 585 г. до н. э.     |
| 4     | Иштувегу (Астиаг)                                      | 585 г. до н. э. — 550 г. до н. э.     |

Античные авторы приводят ряд противоречивых сведений о правлении царей Мидии. На протяжении длительного времени хронология мидийских царей базировалась на сведениях Геродота, признаваемых более надёжными, нежели данные Ктесия. В последние десятилетия нарастает недоверие и к ним из-за их несовпадения с клинописными источниками.

## Античные источники
По Геродоту, первый мидийский царь Дейок правил 53 года, Фраорт — 22 года, Киаксар, разрушивший Ниневию, — 40 лет, причем 28 лет длилось скифское владычество, Астиаг — 35 лет; а всего владычество мидян над Азией длилось 128 лет (кроме времени скифского владычества). Затем персидский царь Кир правил 29 лет (560/59-531/30 гг. до н. э.). При этом солнечное затмение, завершившее войну лидийцев и мидян, Геродот относит к концу правления Киаксара. Таким образом, из самой «Истории» Геродота следуют такие даты:
- Дейок (710/09-657/6 гг.),
- Фраорт (657/6-635/4 гг.),
- Киаксар (635/4-595/4 гг.),
- Астиаг (595/4-560/59 гг.).

Диодор Сицилийский, прямо ссылаясь на Геродота, подсчитал, что первый царь мидян Киаксар (речь должна идти о Дейоке) был избран царем на 2 год 17 Олимпиады (711/10 гг. до н.э.), а многие историки (Диодор, Таллос, Кастор, Полибий и Флегонт) сходятся во мнении, что Кир стал царём в 1 год 55 Олимпиады (560/59 гг. до н.э.). Расхождение в один год (правление четырёх мидийских царей длится 151 год вместо 150 в нынешнем тексте Геродота) остаётся необъяснённым.
Сведения Ктесия Книдского о мидийских царях известны из пересказа в «Исторической библиотеке» Диодора. По его данным, после гибели последнего ассирийского царя Сарданапала царем стал Арбак, который правил 28 лет, его сын Маудак — 50 лет, Сосарм — 30 лет, Артик правил 50 лет, затем 22 года правил Арбиан, Артей правил 40 лет, и при нём произошла война с кадусиями, Артин — 22 года, Астибарас — 40 лет, его преемником был сын Аспанд, которого греки называли Астиаг. Срок правления Астиага в пересказе не сохранился, а все цари до Астиага правили, следовательно, 282 года. Таким образом, Ктесий относит падение Ассирии и начало мидийского царства примерно к 880 г. до н. э. (если учитывать, что сроки правления первых царей Персии у него тоже несколько расходятся с Геродотом), что явно противоречит сведениям ассирийских источников и потому отвергается практически всеми современными исследователями.
По Юстину, власть ассирийцев над Азией длилась 1300 лет, а власть мидян — 350 лет, что несколько больше, нежели у Ктесия.
Сведения «Хроники Евсевия» (IV век н. э.) представляют собой соединение данных Ктесия (первые четыре царя) и Геродота (следующие четыре царя), но в сроках правления имеются заметные расхождения. Сведения во вводной и табличной части хроники также не вполне совпадают. Во вводной части последовательность первых четырёх царей и их имена: Арбак, Маудак, Сосарм, Артик следуют Ктесию, в табличной части Маудак и Сосарм переставлены и изменены некоторые имена (например, имя Мадий соответствует имени скифского царя по Геродоту; зато взятое из иранской мифологии имя Ашдахак заменено на более привычное Астиаг). По вводной части, мидийские цари начали править в 817/6 году до н. э.
Табличная часть такова:
- 1198—1226 гг. от Авраама (819—791 гг. до н. э.) — Арбак, правил 28 лет.
- 1226—1256 гг. (791—761 гг. до н. э.) — Сосарм, правил 30 лет.
- 1256—1296 гг. (761—721 гг. до н. э.) — Мадий, правил 40 лет (во вводной части имя Маудак, срок правления 20 лет).
- 1296—1309 гг. (721—708 гг. до н. э.) — Кардикей, правил 13 лет (во вводной части его имя Артик, срок правления 30 лет).
- 1309—1362 гг. (708—655 гг. до н. э.) — Дейок, правил 53 года (во вводной части — 54 года).
- 1362—1386 гг. (654—630 гг. до н. э.) — Фраорт, правил 24 года.
- 1386—1418 гг. (630—598 гг. до н. э.) — Киаксар, правил 32 года.
- 1418—1456 гг. (598—560 гг. до н. э.) — Астиаг, правил 38 лет (во вводной части его имя Ашдахак).
- 1456 г. от Авраама, 55 Олимпиада (560 г. до н. э.) — Держава мидийцев разгромлена Киром. Кир правит 30 лет (по вводной части — 31 год).

В «Истории против язычников» Орозия свержение Сарданапала и начало правления Арбата отнесено к 64 г. до основания Рима (817 г. до н. э.), то есть совпадает со вводной частью «Хроники Евсевия». Помимо Арбата, из мидийских царей Орозий упоминает Фраорта, правившего 22 года (как у Геродота, но в отличие от Евсевия), Диокла (соответствующего Киаксару) и Астиага.
Список царей Мидии по древнеармянской историографии (Մ. Խորենացի <<Պատմություն Հայոց>> Եր.-1981թ, էջ 82-83 /М. Хоренаци "История Армении" Ереван-1981, стр. 82-83/)
- Варбакес (на арм. Վարբակես) – Арбак /по Ктесии Книдской, Гарпаг /по Геродоту/
- Модакис (на арм. Մոդակիս) – Маудак /по Ктесии Книдской/
- Сосармос (на арм. Սոսարմոս) – Сосарм /по Ктесии Книдской/
- Артикас (на арм. Առտիկաս) – Артик /по Ктесии Книдской/
- Деовкис (на арм. Դեովկիս) – Арбиан /по Ктесии Книдской,/, Дейок /по Геродоту/
- Правортис (на арм. Փռավորտիս) – Артей /по Ктесии Книдской,/, Фраорт /по Геродоту/
- Кваксарес (на арм. Կվաքսարես) – Астибарас /по Ктесии Книдской,/, Киаксар /по Геродоту/
- Аждаак (на арм. Աժդահակ) – Аспанд /по Ктесии Книдской,/, Астиаг /по Геродоту/

## Современные толкования
После того, как в конце XIX в. были открыты вавилонские хроники, в которых победа персов над мидянами датировалась 6 годом Набонида (550/49 гг. до н. э.), правление мидийских царей от Дейока до Астиага было предложено сдвинуть на несколько лет вперёд, и распространилось их датирование от 700 до 550 года до н.э. (Дейок: 700-647 гг. до н.э.; Фраорт — 647-625 гг. до н.э.; Киаксар — 625-585 гг. до н.э.; Астиаг — 585-550 гг. до н.э.). При такой датировке правление Астиага должно было начаться вскоре после солнечного затмения, предсказанного по легенде Фалесом (585 г. до н. э.).
Кроме того, знакомство с мидийскими князьями, упомянутыми в вавилонских хрониках, вызвало два отождествления, распространённых в литературе: ассириолог Дж. Смит впервые сравнил мидийца Дайукку, упомянутого в ассирийских анналах под 716 г. до н. э., с Дейоком у Геродота; Каштариту, вождь восстания мидийцев в 670-х гг. до н. э., сопоставлялся с Фраортом у Геродота; а Арбаку, упомянутый в 713 г. до н. э. в анналах Саргона II — с Арбаком античных авторов. Кроме того, для подтверждения этих идентификаций было выдвинуто предположение, что 28 лет «скифского владычества» по Геродоту нужно не включать в правление Киаксара, а приплюсовать к нему, что позволяло отодвинуть правление Дейока на 28 лет ранее (Дейок — 728-675 гг. до н.э., Фраорт-Каштариту — 675-653 гг. до н.э.).
Все эти идентификации были подвергнуты подробной резкой критике в монографии Э. А. Грантовского «Иран и иранцы до Ахеменидов» (1998 г.). По Грантовскому, Дайукку и Дейок — просто тёзки, возвышение Дейока как правителя Мидии должно было происходить после освобождения от ассирийского господства (после 672—670 гг. до н.э.); а Фраорт должен был жить позднее, чем Каштариту, и погиб в 624 г. до н.э. (при неудачной осаде Ниневии). Таким образом, схема Грантовского такова: Дейок (?-646 гг. до н.э.,  — срок правления малодостоверен); Фраорт (646-624 гг. до н.э.), Киаксар (624/3-585/4 гг. до н.э.), Астиаг (585/4-550/49 гг. до н.э.).
Особый вариант хронологии был изложен И. Н. Медведской. Она считает, что мидийский поход на Ассирию, завершившийся смертью Фраорта, мог произойти лишь в 625, а не в 624 г. до н.э. Далее, срок 128 лет у Геродота как время владычества мидян может объясняться, если отнять от общих 150 лет 22 года правления одного из царей, и если имена у греческого писателя перепутаны, то этим первым царём будет Дейок, а Фраорт правил 53 года, то есть в 678—625 гг. до н.э., и дата его прихода к власти близка со сведениями о восстании мидийцев в ассирийских источниках.
Для окончания правления Астиага в литературе продолжает встречаться и дата 553 год до н. э. (так, Г. А. Стратановский относит падение мидийского царства к 553 г., а возникновение — к 671 г. до н.э.) или мнение, что война мидян и персов длилась три года, но Грантовский считает такие предположения совершенно неприемлемыми, а датировку 550/549 гг. до н. э. — точной.
Большинство противоречий снимается, если принять что Геродот включил в 53 года царствования Дейока сроки правления его неназванных преемников: сына Каштарити и внука, тоже Дейока - у многих народов первенцев нарекали именем деда, например старшие Ахемениды: Кир I, Камбис I, Кир II, Камбис II. И тогда список мидийских царей:
| Царь                | Годы царствования | Продолжительность правления, лет |
| ------------------- | ----------------- | -------------------------------- |
| Дейок I             | 700-678 до н.э.   | 22                               |
| Каштарити/Киаксар I | 678-652 до н.э.   | 26                               |
| Дейок II            | 652-647 до н.э.   | 5                                |
| Фраорт              | 647-625 до н.э.   | 22                               |
| Киаксар II          | 625-585 до н.э.   | 40                               |
| Астиаг              | 585-550 до н.э.   | 35                               |

При этом:
1. Дейок I был в 715 г. до н.э. взят в плен Саргоном II и сослан в Хамат. Вполне допустимо, что сын Саргона II Синаххериб в 700 г. до н.э. вернул его в Мидию, назначив правителем города Кар-Кашши - по клинописным данным там впоследствии правил Каштарити, предполагаемый сын Дейока I. И именно в 700 г. до н.э. Синаххериб совершал свой мидийский поход - дата Геродота о начале правления Дейока подтверждается. 
2. Каштарити упоминается как «царь мидийцев» в надписи, датированной 678 г. до н.э. Погиб в сражении со скифами во время восстания Шамаш-шум-укина 652-648 гг. до н.э.
3. Киаксар, упоминаемый в надписях Саргона II, был современником Дейока I, и, следовательно, не мог быть Каштарити. Но Каштарити – семитское, а Киаксар – греческое произношение иранского имени Хшатрита, сопоставимого с индийскими кшатриями ведийской эпохи. И если Каштарити = Киаксар I, то его потомок, правивший в 625-585 гг. до н.э., должен именоваться Киаксаром II.
4. По Геродоту, Фраорт, был сыном Дейока, очевидно Дейока II. Киаксар II назван по своему великому предшественнику Каштарити. Утверждение Геродота, что Дейок был сыном Фраорта относится к Дейоку I. Этот Фраорт не был царём.